# Ermengol Amill
Ermengol Amill (Bonestarre, 1665 – Crotona, 1732) fou militar català durant la Guerra de Successió Espanyola.

## Biografia
Va cursar estudis a Tarragona.
L'any 1699 es va casar amb Rosa Pont (1677-1713) a Agullana, on va exercir de mestre i traginer. Amb Rosa Pont va tenir quatre fills:
- Maria Raimunda Rosa Josepa, batejada a Sta. Maria d'Agullana el 13 de novembre de 1702
- Ponç Francesc Pau, batejat a Sta. Maria d'Agullana el 25 de novembre de 1703
- Llorenç Bartomeu Francesc, batejat a St. Llorenç de la Muga el 22 de febrer de 1706. Estudià matemàtiques a Viena.
- Margarida Maria Victòria, batejada a Sta. Maria d'Agullana l'1 de febrer de 1708.

### Carrera militar
A partir del 1705 inicià la carrera militar, que mantingué fins al final dels seus dies, ja exiliat de primer a Àustria i Hongria, i posteriorment al regle de Nàpols, on morí.
Després de l'aixecament austriacista esdevingué el coronel d'un regiment de fusellers de muntanya voluntaris, popularment anomenats miquelets, batejat després com a Regiment de Fusellers Voluntaris Sant Raimon de Penyafort (o Sant Ramon). Fou un dels principals caps militars del Front Exterior. Home dotat d'una gran capacitat d'organització i lideratge, es destacà en la guerra irregular i les tasques d'espionatge i contraespionatge, qualificat d'autèntic heroi per la seva intensa activitat entre el 1712 i el 1714 lluitant al costat d'altres militars il·lustres com Josep Moragues, Antoni Desvalls o Rafael Nebot. Va lluitar a les comarques del Maresme, Osona, Moianès, Lluçanès, els dos Vallès, el Llobregat, el Bages, i al setge de Barcelona. Quan el 1713 els Regàs, Antoni de Cortada i d'altres vigatans ja havien abandonat la lluita, ell prosseguí la guerra per la Llibertat de la Pàtria, tal com quedà testimoniat.
El gener del 1714 es posà sota les ordres d'Antoni Desvalls i de Vergós, marquès del Poal, que havia estat encarregat d'organitzar l'exèrcit català de l'interior, i combaté al Maresme, Vallès, Moianès, Lluçanès, Bages, Baix Llobregat i Penedès.
Finalment el 18 de setembre del 1714 es va veure obligat a capitular a Cardona, juntament amb els seus companys d'armes, i, tot i que li havien promès la llibertat a canvi d'allistar-se a l'exèrcit espanyol, els castellans incompliren la paraula i l'empresonaren. Pogué escapar de la presó de Girona tot fugint cap a França i després cap a Viena, on va continuar al servei de Carles III comandant una companyia de cavalleria.
Des d'aleshores va participar de les guerres contra l'Imperi Otomà. De fet, lluitant contra l'Imperi Otomà, fou fet presoner i torturat. El 1718 obtingué la llibertat, però segurament amb la salut malmesa. Se'l nomenà governador del castell de Crotona al Regne de Nàpols fins a l'any 1730, moment en què, segurament per problemes de salut, va subrogar el càrrec formal de governador del castell de Crotona.

### Darrers anys
Va ser nomenat governador de Crotona el 1730 fins al 1732, any de la seva mort. Va morir als 67 anys el dia 4 de setembre de 1732 i va ser enterrat a la cel·la del monestir dels Mínims de Sant Francesc de Crotona. La seva tomba ja no existeix després que l'església del mateix nom fos enderrocada a mitjan segle xix.

## En la ficció
Ermengol Amill és el protagonista de la novel·la Lliures o morts, de Jaume Clotet i David de Montserrat (Columna, 2012)